# Dòng tiền

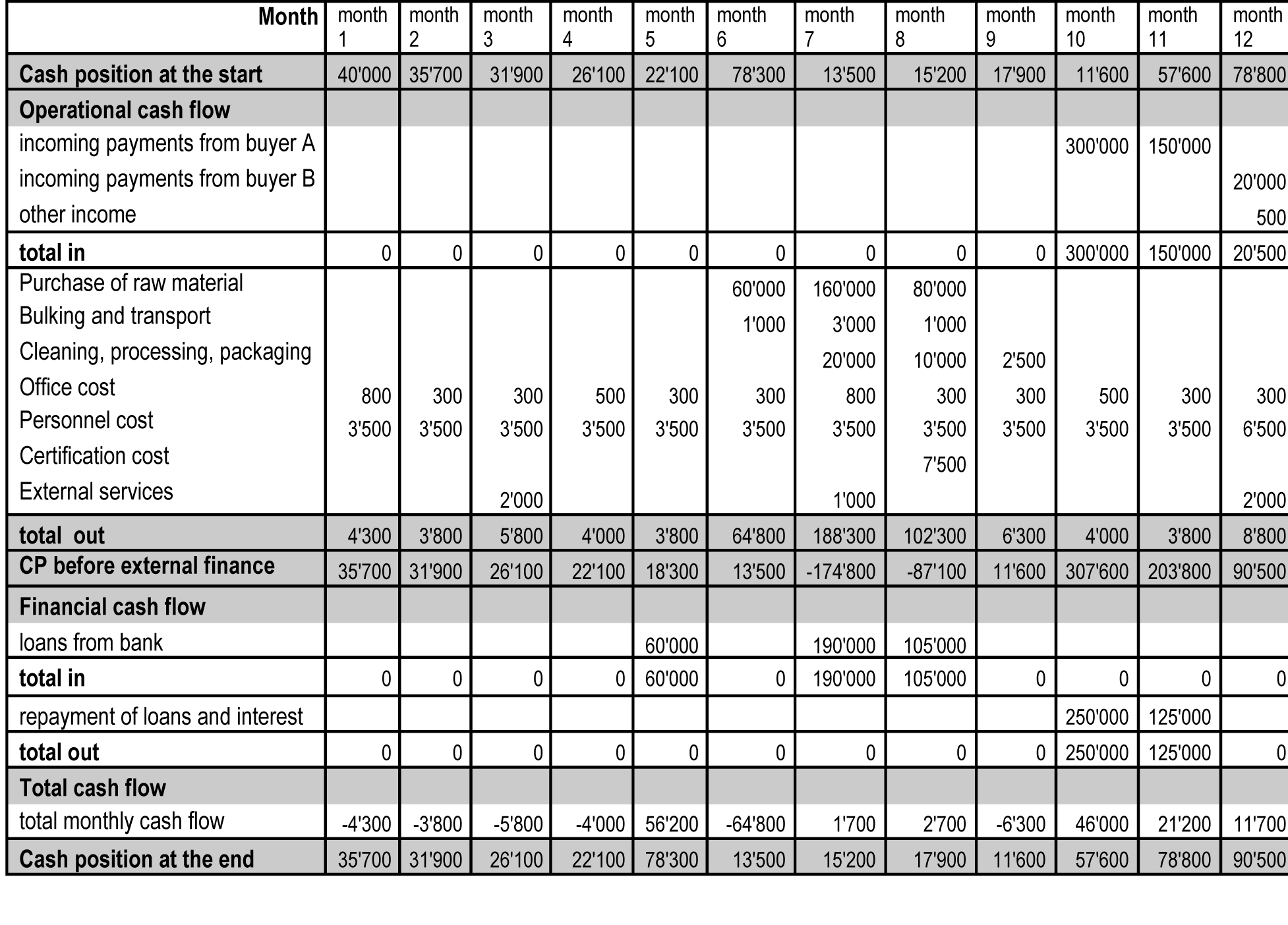
Bảng ghi chép dòng tiền của một doanh nghiệp

Dòng tiền hay lưu chuyển tiền tệ (Tiếng Anh: cash flow) là sự chuyển động của tiền vào hoặc ra khỏi một doanh nghiệp, dự án, hoặc sản phẩm tài chính. Nó thường được đo trong một khoảng thời gian quy định hữu hạn, thời gian. Đo lưu lượng tiền mặt có thể được sử dụng để tính toán các thông số khác cung cấp thông tin về giá trị của công ty và tình hình.
Dòng tiền có thể ví dụ: được sử dụng để tính toán các thông số:
- Để xác định một dự án, tỉ lệ lợi nhuận hoặc giá trị. Thời gian lưu chuyển tiền tệ vào và ra khỏi các dự án được sử dụng như là đầu vào trong các mô hình tài chính chẳng hạn như tỷ lệ nội bộ trở lại và giá trị hiện tại ròng.
- để xác định vấn đề với một doanh nghiệp thanh khoản kế toán | thanh khoản]]. Là lợi nhuận không nhất thiết có nghĩa là chất lỏng. Một công ty có thể thất bại vì thiếu tiền mặt, ngay cả trong khi lợi nhuận.
- như là một biện pháp thay thế lợi nhuận của doanh nghiệp khi nó được tin rằng kế toán dồn tích khái niệm không đại diện cho các thực tế kinh tế. Ví dụ, một công ty có thể có notionally lợi nhuận, nhưng tạo ra ít tiền mặt hoạt động (có thể là trường hợp cho một công ty mà barters sản phẩm của mình hơn là bán cho tiền mặt). Trong trường hợp này, công ty có thể được xuất phát hành thêm tiền mặt bằng cách phát hành cổ phiếu hoặc huy động thêm tài chính nợ.
- dòng tiền có thể được sử dụng để đánh giá "chất lượng" thu nhập được tạo ra [[kế toán phát sinh. Khi thu nhập ròng được bao gồm các hạng mục không dùng tiền mặt lớn được xem là chất lượng thấp.
- để đánh giá rủi ro trong một sản phẩm tài chính, ví dụ như phù hợp với nhu cầu tiền mặt, đánh giá rủi ro mặc định, yêu cầu tái đầu tư, vv

Lưu chuyển tiền tệ là một thuật ngữ chung chung sử dụng một cách khác nhau tùy thuộc vào ngữ cảnh. Nó có thể được định nghĩa bởi người sử dụng cho mục đích riêng của họ. Nó có thể tham khảo dòng chảy hoặc dòng chảy thực tế trong quá khứ trong tương lai dự kiến. Nó có thể tham khảo tổng cộng của tất cả các dòng liên quan hoặc một nhóm nhỏ của những dòng chảy. Về tập hợp bao gồm dòng tiền ròng, điều hành dòng tiền và dòng tiền.

## Báo cáo lưu chuyển tiền tệ trong tài chính của doanh nghiệp
(Tổng cộng) dòng tiền ròng của một công ty trong một khoảng thời gian (thường là một quý hoặc một năm đầy đủ) bằng sự thay đổi số dư tiền mặt trong giai đoạn này: tích cực nếu gia tăng số dư tiền mặt (nhiều tiền mặt hơn), tiêu cực nếu số dư tiền mặt giảm đi. Tổng số dòng tiền ròng là tổng lưu chuyển tiền tệ được phân loại trong ba lĩnh vực:
1. Lưu chuyển tiền tệ hoạt động: Tiền thu hoặc chi tiêu như là kết quả của hoạt động kinh doanh nội bộ của công ty. Nó bao gồm các khoản thu nhập tiền mặt cộng với thay đổi vốn lưu động. Về trung hạn dòng tiền này phải dương nếu công ty là còn khả năng thanh toán.
2. Lưu chuyển tiền tệ đầu tư: Tiền mặt nhận được từ việc bán các tài sản thời gian sử dụng dài, hoặc chi tiêu vào vốn chi (đầu tư, mua lại và tài sản thời gian sử dụng dài).
3. Lưu chuyển tiền tệ tài chính: Tiền mặt nhận được từ phát hành nợ và vốn chủ sở hữu, hoặc chi trả cổ tức, mua lại cổ phần hoặc trả nợ.

## Cải thiện dòng tiền
Phương pháp phổ biến bao gồm:
- Bán hàng - Bán các khoản phải thu đến yếu tố tiền mặt ngay lập tức. (hàng đầu)
- Hàng tồn kho - Không phải trả nhà cung cấp của bạn cho một vài tuần bổ sung ở cuối giai đoạn. (chậm chạp)
- Bán hàng Uỷ ban Quản lý có thể hình thành một công ty riêng biệt (nhưng không liên quan) và hành động như đại lý của nó. Cuốn sách của doanh nghiệp sau đó có thể được mua hàng quý như là một khoản đầu tư.
- Tiền lương - khen thưởng với các tùy chọn chứng khoán.
- Bảo trì - Hợp đồng với công ty người tiền nhiệm mà bạn thanh toán trước năm năm giá trị cho họ tiếp tục làm công việc
- Thuê tài sản Thiết bị -
- Cho thuê - mua bất động sản (bán và cho thuê lại, ví dụ).
- Chi phí thăm dò dầu - Thay thế dự trữ bằng cách mua khác của công ty.
- Nghiên cứu & Phát triển - Chờ cho các sản phẩm được chứng minh bởi một phòng thí nghiệm bắt đầu-up, sau đó mua các phòng thí nghiệm.
- Lệ phí Tư vấn - Thanh toán bằng cổ phiếu từ quỹ từ thường cho các bên liên quan
- Lãi - Vấn đề chuyển đổi nợ thay đổi tỷ lệ chuyển đổi với sự quan tâm chưa thanh toán.

## Ví dụ
| Mô tả                        | Số tiền ($) | Tổng cộng ($) |
| ---------------------------- | ----------- | ------------- |
| Dòng tiền hoạt động chính    |             | +10           |
| Bán hàng (trả bằng tiền mặt) | +30         |               |
| Nguyên liệu                  | -10         |               |
| Lao động                     | -10         |               |
| Dòng tiền tài chính          |             | +40           |
| Thu nhập cho vay             | +50         |               |
| Trả nợ                       | -5          |               |
| Thuế                         | -5          |               |
| Dòng tiền đầu tư             |             | -10           |
| Mua bán vốn                  | -10         |               |
| Tổng số                      |             | +40           |

Các dòng tiền ròng chỉ cung cấp một số lượng hạn chế của thông tin. So sánh, ví dụ, dòng tiền trong vòng ba năm của hai công ty:
|                     | Công ty A | Công ty A | Công ty A | Công ty B | Công ty B | Công ty B |
|                     | Năm 1     | Năm 2     | Năm 3     | Năm 1     | Năm 2     | Năm 3     |
| ------------------- | --------- | --------- | --------- | --------- | --------- | --------- |
| Dòng tiền hoạt động | +20M      | +21M      | +22M      | +10M      | +11M      | +12M      |
| Dòng tiền tài chính | +5M       | +5M       | +5M       | +5M       | +5M       | +5M       |
| Dòng tiền đầu tư    | -15M      | -15M      | -15M      | 0M        | 0M        | 0M        |
| Dòng tiền ròng      | +10M      | +11M      | +12M      | +15M      | +16M      | +17M      |

Công ty B có một dòng tiền hàng năm cao hơn. Tuy nhiên, Công ty A thực sự kiếm được tiền mặt nhiều hơn bởi các hoạt động cốt lõi của nó và đã chi 45 triệu trong đầu tư dài hạn, trong đó doanh thu sẽ chỉ hiển thị sau ba năm.